# Firishta
Firishta (persisch فرشته, DMG firišta, ‚Engel‘, iran. Aussprache: ferešte), eigentlich Muhammad Qasim Hindu Schah (persisch محمد قاسم هندوشاه, DMG Muḥammad Qāsim Hindū-Šāh; * 1560 in Astarabad am Ufer des Kaspischen Meeres; † 1620, 1623 oder 1626), war ein persischer Historiker. Noch als Kind wurde sein Vater von seinem Heimatland nach Ahmednagar in Hindustan berufen, um den jungen Prinzen Miran Husain Nizam Schah in persischer Sprache zu unterrichten, mit dem Firishta zusammen lernte.

## Sein Geschichtswerk
Sein bekanntestes Werk ist sein Táríkh-i Firishta (persisch تاریخ فرشته, DMG Tārīḫ-i Firišta, ‚Geschichte des Firischta‘), das er im Jahre 1589 zu schreiben begann. Das Buch besteht aus drei Bänden und beschreibt die komplette Geschichte des alten Indien, von seinen Anfängen an bis zum Jahr 1607. Die Arbeit ist auch ins Urdu übersetzt worden. Das Buch wurde neuerdings von dem iranischen Gelehrten Mohammadreza Nasiri herausgegeben und kommentiert.
Es wurde von John Briggs (1785–1875) ins Englische übersetzt.